# Pałac w Siekowie
Pałac w Siekowie – zabytkowy pałac w miejscowości Siekowo.

## Opis
Piętrowy pałac wybudowany w latach 1878–1879 na planie prostokąta (korpus), kryty wysokim dachem czterospadowym z bawolimi oczyma. Od frontu ryzalit z czterema pilastrami zwieńczony półkolistym frontonem (circulaire) zawierającym kartusz z herbem Prus III Zygmunta Czarneckiego. Główne wejście pod balkonem ograniczonym stalową balustradą podtrzymywanym przez trzy arkady. Po bokach ściany frontowej dwupiętrowe okrągłe wieże, kryte dachem wieżowym. Elewacja ogrodowa również posiada ryzalit, półkolisty fronton zawierający herb Gozdawa Marii Czarneckiej z domu Giżycka i balkon wsparty czterema kwadratowymi słupami. Po jej bokach wysunięte do przodu skrzydła (alkierze).
Obiekt jest częścią zespołu pałacowego w skład którego wchodzi jeszcze park z drugiej połowy XIX w.

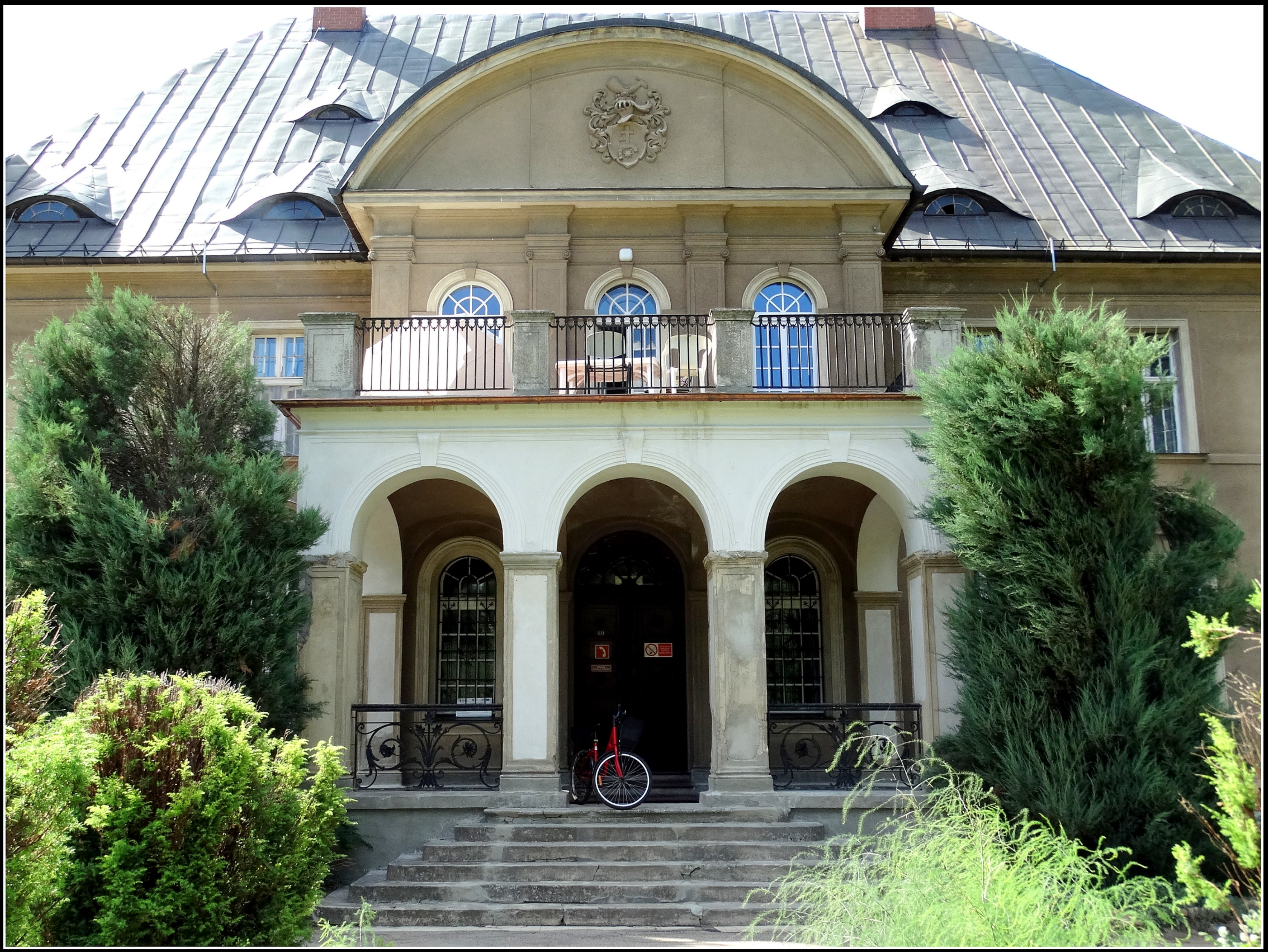
Front
Prus III (odmiana)
Gozdawa Marii Giżyckiej